# Getränkedose

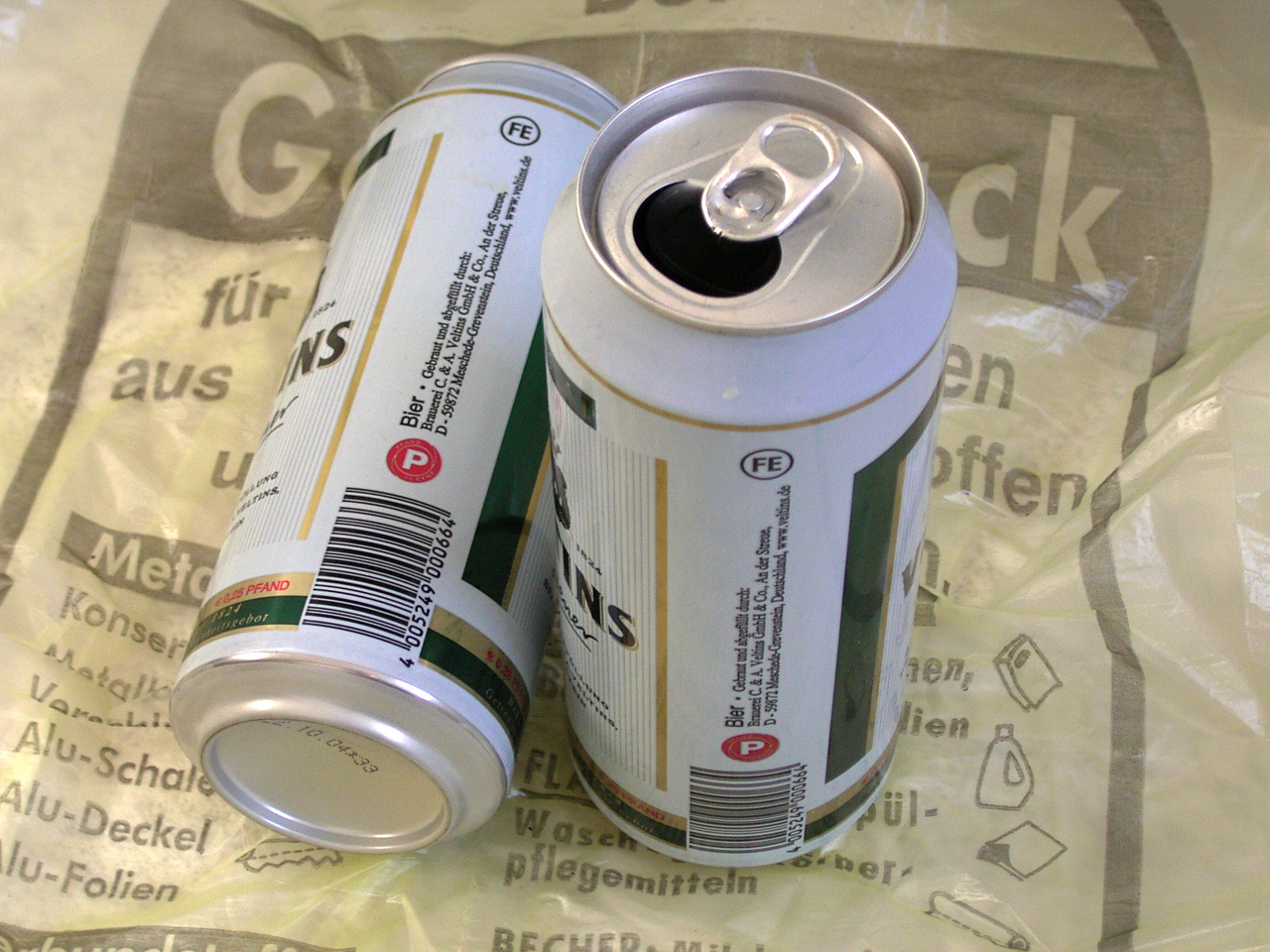
0,5-l-Bierdosen aus Weißblech (FE) mit Stay-On-Tab-Verschluss und P-Pfandsymbol (inzwischen veraltet), Deutschland, 2006

Getränkedosen stellen neben Flaschen, Schlauchverpackungen und Getränkekartons eine wichtige Handelsverpackung für Getränke dar. Als Einwegprodukt ist die Getränkedose eine spezielle Form der Konservendose, die zugleich als Trinkgefäß dienen kann. Sie werden vor allem für kohlensäurehaltige Getränke wie Dosenbier und Softdrinks (insbesondere Cola, andere Limonaden und Energydrinks) verwendet.

## Allgemein
Moderne Getränkedosen bestehen aus einem einteiligen, zylindrischen Behälter aus Aluminium oder Weißblech und einem aufgefalzten Deckel aus Aluminium mit einer ovalen Ritzlinie und einer angenieteten Metalllasche, die als „eingebauter Dosenöffner“ beim Anheben das angeritzte Oval durch Hebelwirkung ins Doseninnere drückt und so eine Ausgieß- bzw. Trinköffnung erzeugt (Stay-On-Tab). Die in Europa meistverbreiteten Dosengrößen sind 0,33 und 0,5 Liter; seltener ist auch ein ganzer Liter.
Getränkedosen müssen eine Innendruckfestigkeit von 6,2 bar aufweisen. Sie verfügen durch den nach innen gewölbten Boden über eine Sicherheitsreserve; bevor die Dose platzt, wölbt sich der Boden nach außen und vergrößert so das Volumen, wodurch der Druck vermindert wird.
Seit 2003 gibt es in Deutschland ein Pfand für Einweg-Getränkeverpackungen, das sogenannte Einwegpfand. Es gilt für Verpackungen mit einem Fassungsvermögen von 0,1 bis drei Liter und beträgt 25 Cent. Der Einführung zugrunde liegen Ökobilanzen des Umweltbundesamts aus den Jahren 1995, 2000 und 2002, auf deren Basis die Getränkedose und Einwegflaschen im Vergleich zu Mehrwegsystemen vom Umweltbundesamt als ökologisch nachteilige Verpackung eingestuft wurden.
In Österreich wird ab 1. Januar 2025 Einwegpfand auf Getränkedosen und Getränkeflaschen aus Kunststoff eingeführt. Regional unterschiedlich gibt es mitunter im öffentlichen Raum und/oder in größeren Wohngebäuden Abfallcontainer mit blauem Deckel für Metallverpackungen.

## Eigenschaften
Die breite Anwendung der Getränkedose als Nummer drei unter den Verpackungsvarianten für Getränke liegt vor allem darin begründet, dass der Verbraucher eine unzerbrechliche Getränkeverpackung mit geringem Eigengewicht nutzen kann. Für die Hersteller von Getränken ist zusätzlich zu diesen Vorteilen auch noch die Barrierewirkung dieses Packmittels maßgeblich, da die Neutralität gegenüber Aromen und die Lichtschutzwirkung einen guten Schutz für empfindliche Produkte bieten. Die Pasteurisierbarkeit der Dose ermöglicht es zudem, eine lange Haltbarkeit der Getränke in dieser Verpackung auch für den Export zu erreichen.
Demgegenüber stehen die Nachteile der Verpackung, insbesondere ihre meist nicht realisierte Wiederverschließbarkeit. Die hygienische Sauberkeit beim unmittelbaren Trinken aus der Dose oder auch beim Ausgießen ist nicht gegeben, weil je nach Lagerung und Transport anhaftender Schmutz auf der Außenoberfläche berührt oder überflossen wird.

## Herstellungsprozess
Die Herstellung beginnt mit dem Benetzen eines Weißblech- oder Aluminiumbandes mit einem Abstreckmittel (Schmiermittel) und dem Ausschneiden passender Scheiben, aus denen der Korpus gezogen wird.
Zuerst entsteht ein flacher Napf, der in der Abstreckmaschine über einem Stößel durch mehrere, zunehmend engere Abziehringe geschoben wird – dabei verformt sich der Napf zu einer immer längeren und dünnwandigeren Dose. Am Ende der Abstreckmaschine wird durch einen Stempel der Boden geformt. Anschließend wird der Rohling beschnitten und gewaschen, um das Abstreckmittel zu entfernen. Danach wird die Dose zuerst von außen lackiert und schließlich in einem Arbeitsgang über ein Gummituch bedruckt. Das Gummituch enthält bereits das gesamte Motiv in sämtlichen Farben, diese wurden in vorhergehenden Arbeitsgängen im Hochdruckverfahren auf das Tuch übertragen. Nach dem Trocknen erfolgt die Innenlackierung mit einer Spritzpistole und nochmaliges Trocknen.
Die Innenlackierung dient als Korrosionsschutz und somit zur Vermeidung von Geschmacksveränderungen des Inhalts. Aus der Innenbeschichtung eines Großteils der Dosen löst sich das potentiell gesundheitsschädigende Bisphenol A (BPA), das in der Folge auf den Inhalt übergeht und diesen kontaminiert.
Für die Aufnahme des im Durchmesser kleineren Deckels wird der Dosenrand in mehreren Arbeitsschritten mittels Formwerkzeugen eingezogen, so dass sich die Dose im oberen Bereich etwas verjüngt. Um eine sichere Verbindung mit dem Deckel zu gewährleisten, muss der Dosenrand noch gebördelt, also nach außen gebogen werden.
Nach einer separaten Lackierung des Bodens und eventuell einer zweiten Innenlackierung sind die Getränkedosen fertig für den Abfüllbetrieb, wo den gefüllten Dosen der Deckel aufgefalzt wird. Dabei wird der gebördelte Rand der Dose einmal, der des Deckels zweimal umgelegt, so dass die Verbindung aus fünf sich formschlüssig umfassenden Metallschichten besteht.
Die Herstellung einer Dose kostet im Mittel acht Cent. Dosen aus Weißblech und Dosen aus Aluminium sind etwa gleich teuer.

## Partyfass
Daneben gibt es für Bier pfandfreie Fünf-Liter-Dosen (Keg) mit Zapfhahn, die als Partyfässer vermarktet werden. Partyfässer gibt es auch mit integriertem Karbonator mit verflüssigt vorliegendem Kohlenstoffdioxid, so dass sich das Bier nach Anzapfen noch mehrere Wochen frisch hält. Die Kohlensäure dient auch als Treibmittel für die integrierte Zapfanlage.

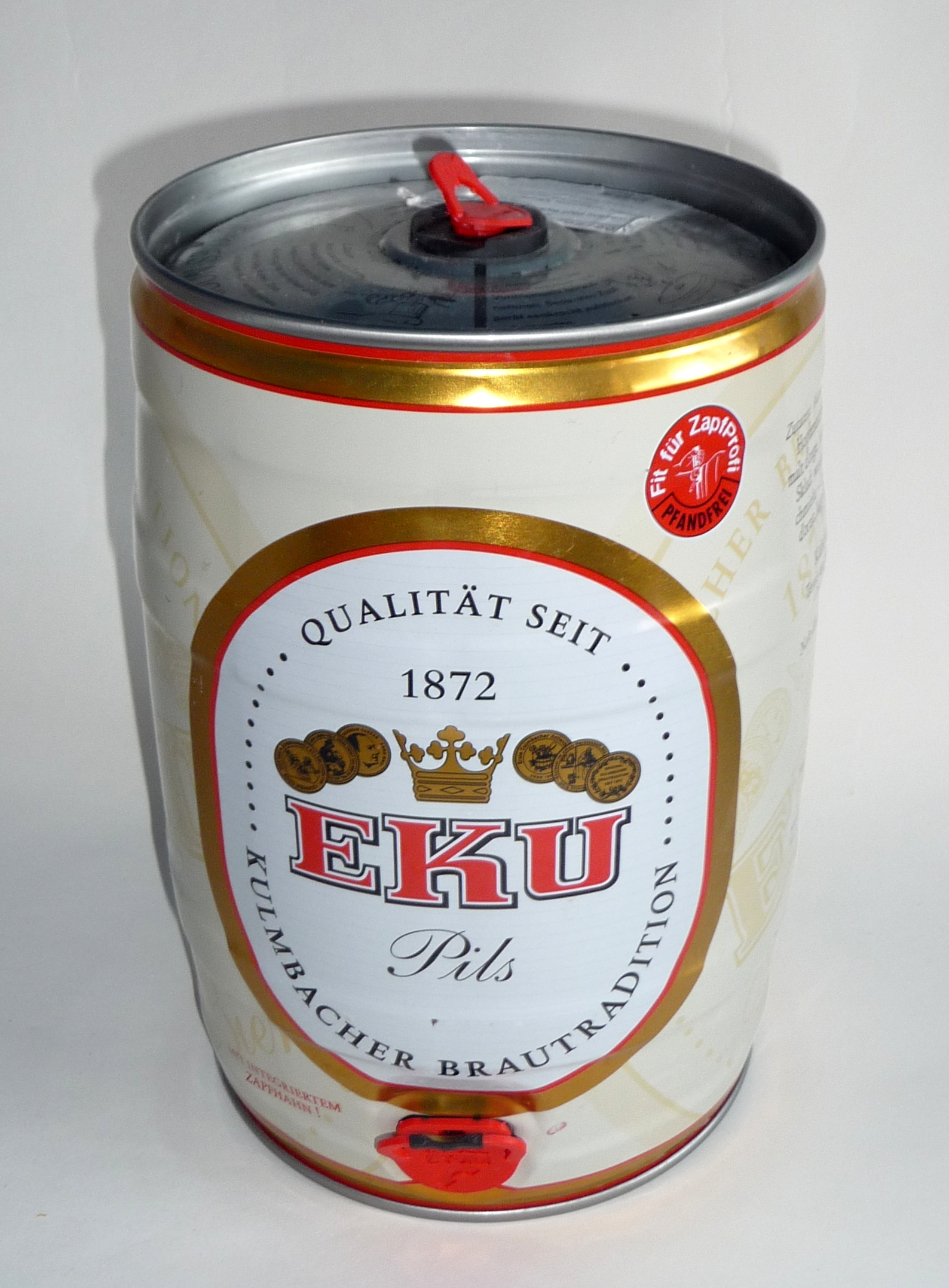
5-l-Partyfass mit Zapfhahn am unteren Rand
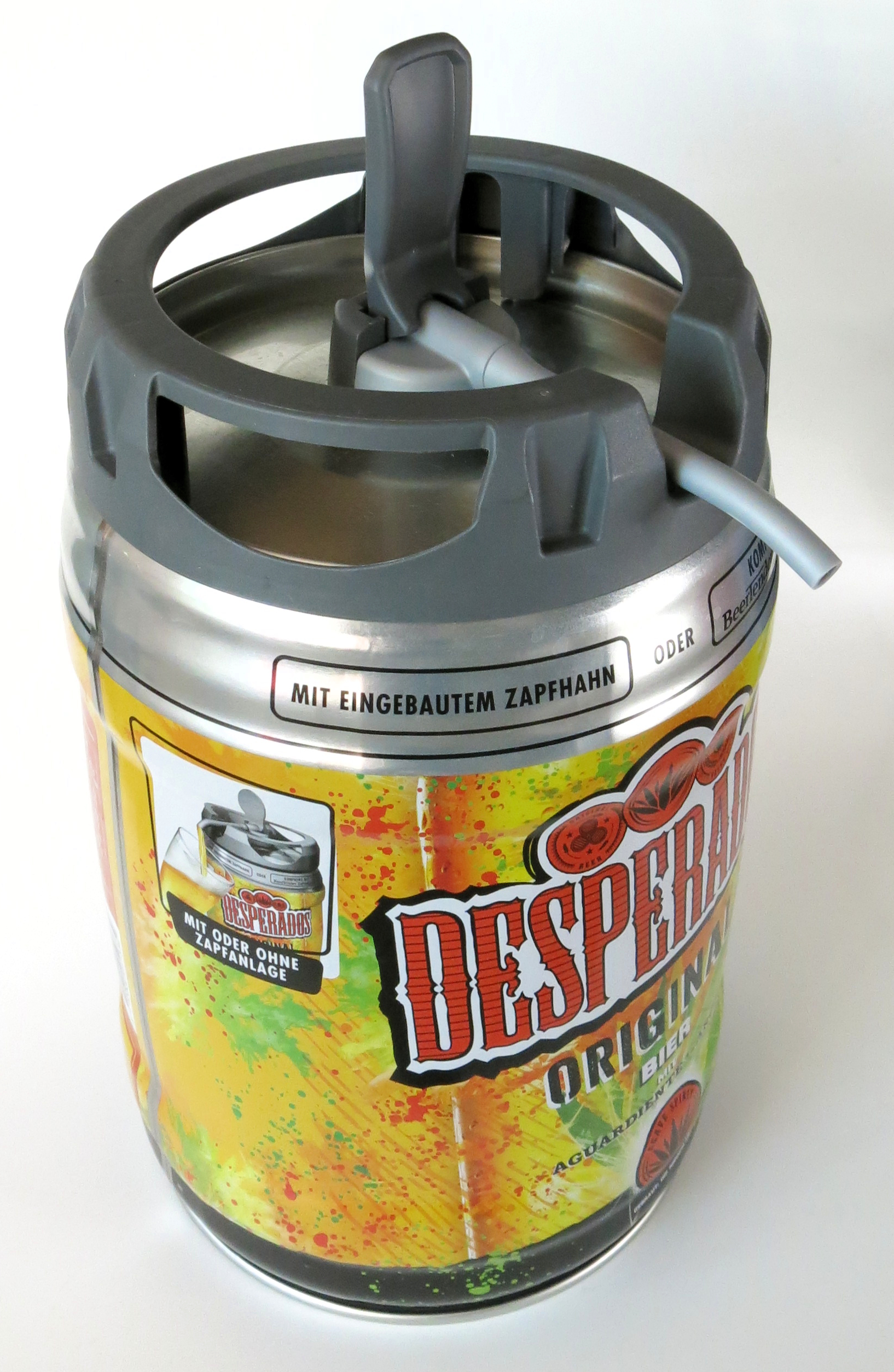
5-l-Partyfass mit integriertem (aufsteckbaren) Zapfhahn, der auch zur Marke BeerTender kompatibel ist
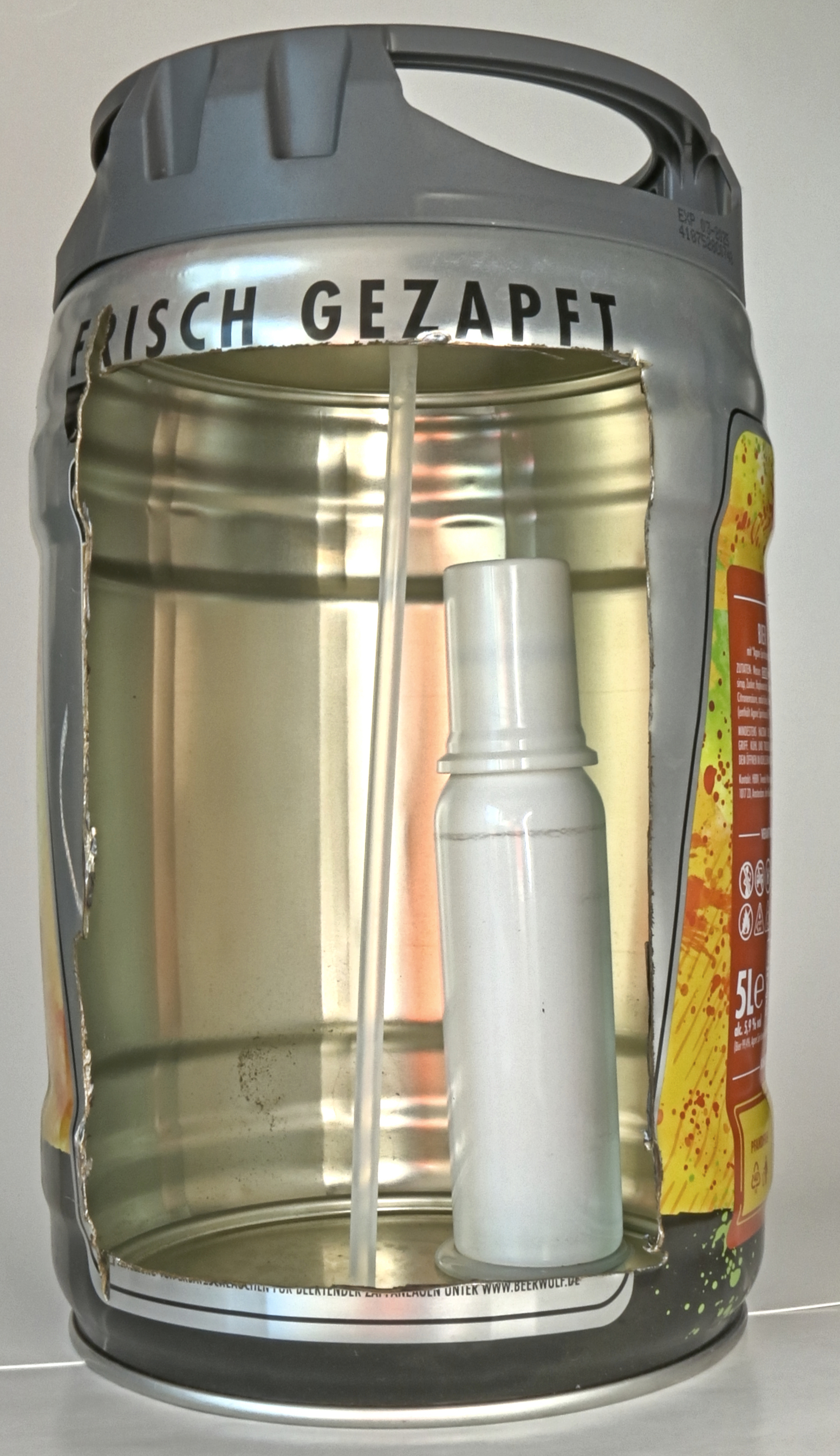
Aufgeschnittenes Partyfass mit Steigrohr und Dose mit Kohlenstoffdioxid (und ca. 50 % Aktivkohle)

## Ökologische Gesichtspunkte
Die Getränkedose ist hinsichtlich ihrer Ökobilanz umstritten. Siehe dazu auch die Aspekte der Ökobilanz von Aluminium.

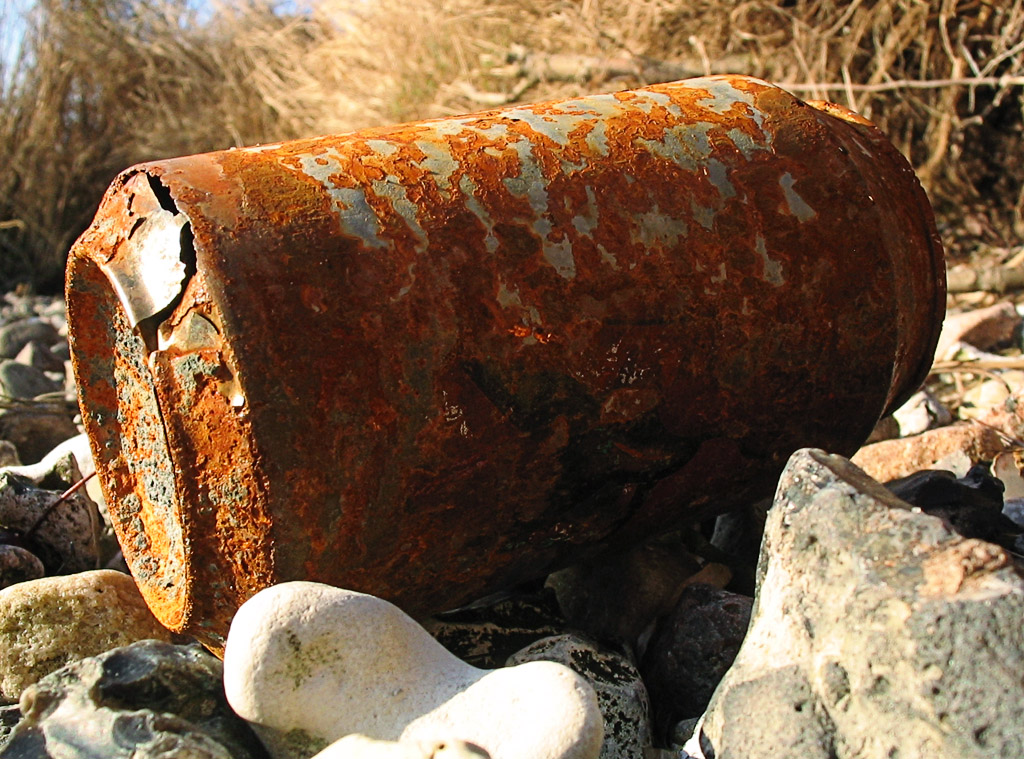
Angespülte verrostete Getränkedose

### Recycling
Das Inkrafttreten der Pfandpflicht auch auf Getränkedosen in Deutschland im Jahr 2003 führte zu einem deutlich verbesserten Erfassungsgrad und reineren Stoffströmen. Lag die Rücklaufquote im Jahr 1995 bei geschätzten 25 %, so stieg sie nach Einführung der Pfandpflicht in Deutschland. Im Jahr 2016 lag sie nach Angaben des Interessenverbandes Metal Packaging Europe bei 98 von 100 Dosen. Die Gesellschaft für Verpackungsmarktforschung (GVM) ermittelte im Jahr 2019, unter Berücksichtigung der Rückgewinnung aus dem Restmüll und von Sortierresten, eine Recycling-Zuführungsquote von 99,3 % für Aluminium-Getränkedosen und 99,7 % für die aus Weißblech. Auch die Anzahl in die Umwelt weggeworfener Getränkedosen – im Jahr 1998 lag ihr Anteil noch bei mehr als 13 % gefundener Objekte bzw. 3,4 % „sichtbarer Oberfläche“ und damit deutlich vor anderen Getränkeverpackungen – ging nach Einführung der Pfandpflicht zurück. Die GVM ermittelte, unter Berücksichtigung der Pfandgutsammlung, für 2019 einen Anteil von 0,03 %.
Das Recycling von Dosenschrott spart bei Aluminium 90 bis 95 %, bei Weißblech etwa 40 % der Energie, die zur Neuproduktion des Metalls benötigt wird. Allerdings ist die Erstproduktion von Aluminium extrem energieaufwendig, so dass 10 % Rest-Energieaufwand für Aluminiumrecycling in absoluten Zahlen immer noch fast so viel ist wie zum Beispiel 60 % für Eisenrecycling. Das Recycling erzeugt im Falle des Aluminiumrecyclings seinerseits Sondermüll und da verschiedene Legierungselemente (z. B. Magnesium) beim Aluminiumrecycling nicht entfernt werden, ist das rückgewonnene Aluminium minderwertiger als das bei der Dosenherstellung eingesetzte Aluminium (Downcycling). Beim Recycling von Weißblechdosen geht meist die Zinnschicht verloren.
Der Anteil von recyceltem Aluminium am weltweiten Gesamteinsatz des Metalls lag 2013 bei 22 %. Bei steigender Nachfrage, zum Beispiel aufgrund verstärkter Nutzung von Getränkedosen, wird sich dieser Anteil in den nächsten Jahrzehnten wenig verändern. Wie viel recyceltes Aluminium oder Weißblech in einer Getränkedose enthalten ist, ist nicht genau bekannt. Der Getränkedosenhersteller Ball Packaging nannte 2012 einen Anteil von etwa 50 % bei Getränkedosen.

### Ökobilanzieller Vergleich mit anderen Getränkeverpackungen
In einer Ökobilanz zum Vergleich verschiedener Getränkeverpackungen anhand dreier Fallstudien aus dem Jahr 2010 kommt das IFEU-Institut zu folgendem Fazit:
- Für regionale Biere sind Glas-Mehrweggebinde weiterhin das ökologisch günstigste System; und zwar unabhängig von unterschiedlichen methodischen Vorgehensweisen.
- Für überregional vertriebene Biere ändert sich das Ergebnis je nach angewandter Methode, mit der das im Recycling gewonnene Aluminium angerechnet wird. Bei einer Anrechnung von 50 %, wie sie das Umweltbundesamt annimmt, schneidet die Glas-Mehrwegflasche besser ab. Bei der für die Studie von der auftraggebenden Getränkeindustrie geforderten Anrechnung von 100 % gibt es keine klare Trennlinie.
- Bei der Verwendung von individuellen Glas-Mehrwegflaschen sowie überregionaler Vermarktung von gefloppten Trend- und Premiumbieren (also bei einer Annahme einer geringen Umlaufzahl von Mehrwegflaschen) mit Transportentfernungen von über 400 km können Getränkedosen dem Mehrweg vergleichbare ökologische Wirkungsprofile erreichen.[18][19]

Laut einer Untersuchung der Deutschen Umwelthilfe wurden für die IFEU-Studie realitätsferne Werte bei Transportentfernung und Umlaufzahlen zugrunde gelegt. Eine Studie der Gesellschaft für Verpackungsmarktforschung (GVM) ergab allerdings, dass hohe Transportentfernungen von mehr als 400 km nicht unrealistisch sind und für Bier 17,3 % der Mehrweggebinde betreffen. Die Berechnungen der GVM basieren auf repräsentativen Verbraucherdaten der Gesellschaft für Konsumforschung (GfK). Das IFEU-Institut selbst sah sich wegen fehlerhafter Interpretationen seiner Studie durch Interessenvertreter zur Veröffentlichung einer Handreichung veranlasst, die die korrekte Interpretation gewährleisten soll.
Gemäß einer im Jahr 2010 veröffentlichten Presse-Information des Umweltbundesamts schneiden Dosen im Vergleich zu Mehrweg-Getränkeverpackungen aus ökologischer Sicht nach wie vor schlecht ab.
Laut der Umweltorganisation Greenpeace verursachen Getränkedosen aus Aluminium bei der Herstellung die dreifachen CO2-Emissionen von Mehrwegflaschen aus Glas oder die sechsfachen CO2-Emissionen von Mehrwegflaschen aus Kunststoff, außerdem entsteht das Eineinhalbfache (der Masse) an Rotschlamm als Abfallprodukt.
Werden Getränkedosen auf Weiden weggeworfen, so werden die Dosen bei der Mahd von den Mähmaschinen in kleine Stücke zerfetzt. Nehmen dann Rinder die messerscharfen Dosenstücke mit dem Futter auf, so kann das zu ihrem Tod führen.

## Geschichte

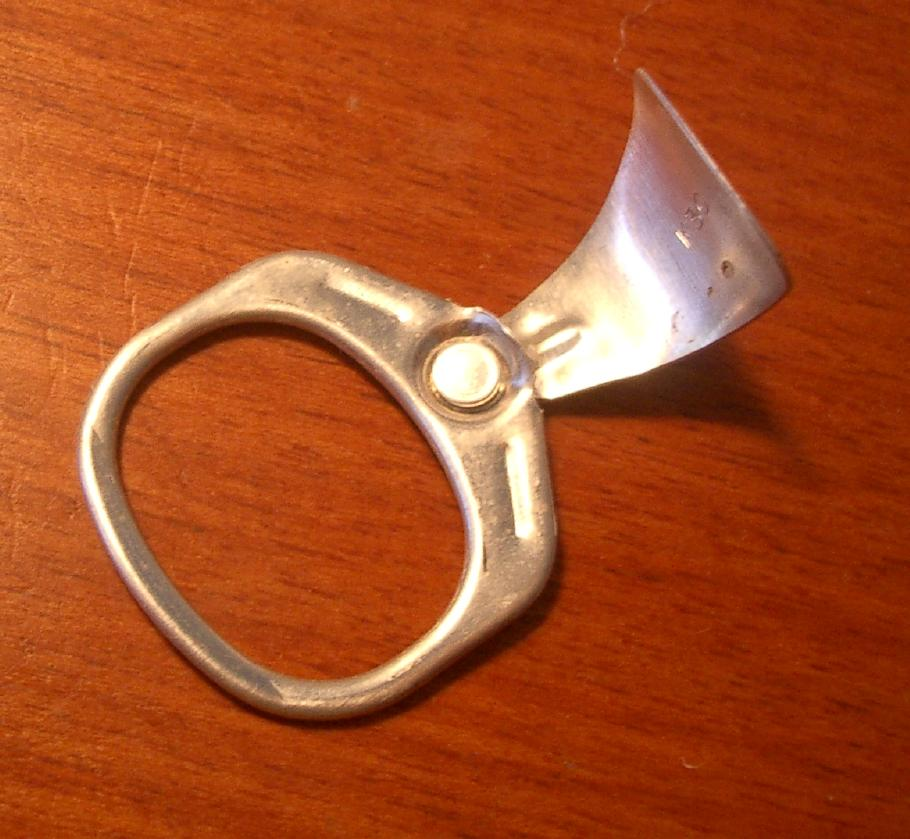
Ein „Ring-Pull“ aus den 1970er Jahren

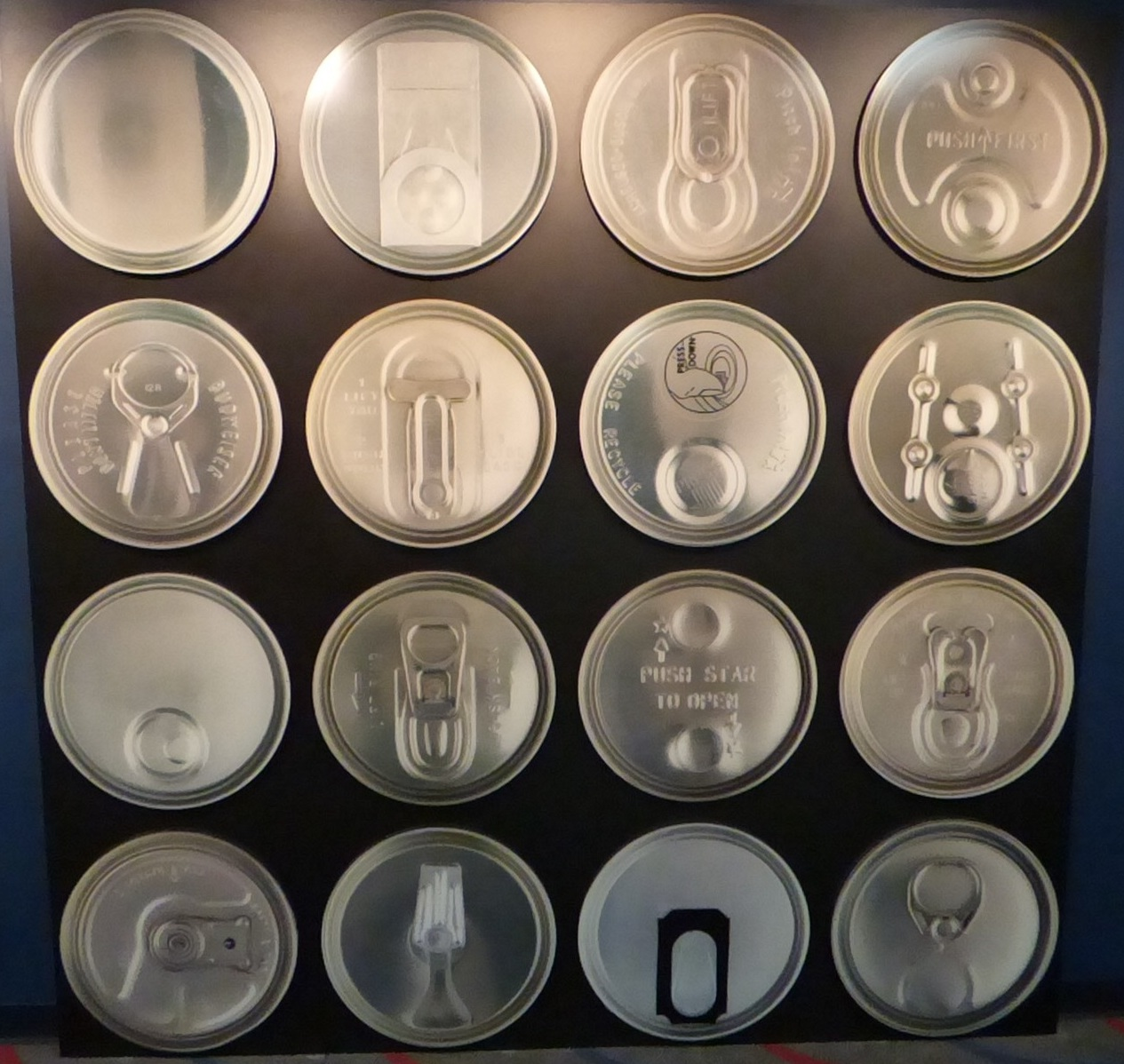
Verschiedene Dosenöffnungen

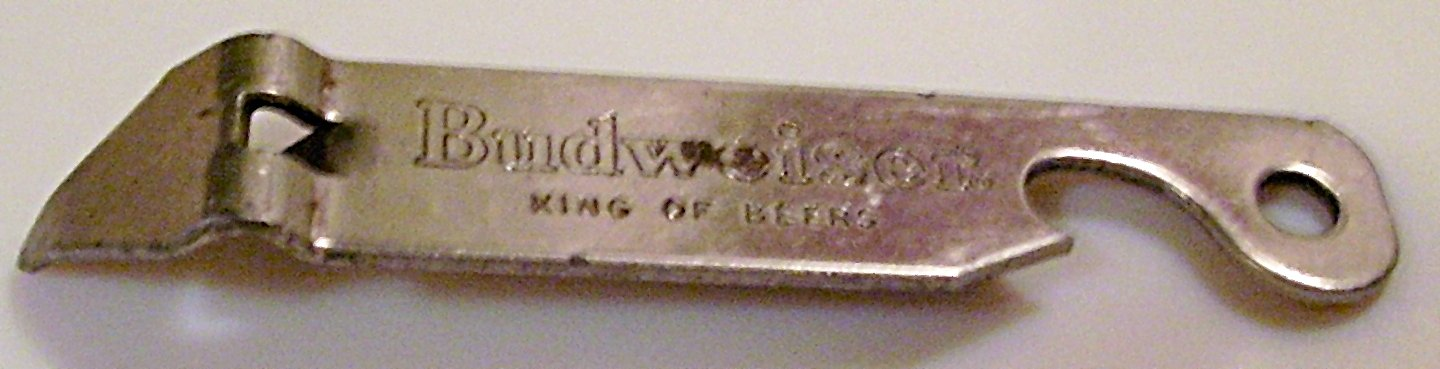
Öffner für verschlusslose Getränkedosen (links, churchkey genannt) und Kronkorken (rechts)

Öffnen einer Getränkedose – um besser trinken zu können, wird das Tab, die Lasche, wieder zurückgebogen

Die Idee, Getränke in Konservendosen anzubieten, stammt aus der Prohibitionszeit in den USA. Nach ihrem Ende 1933 bot als Erste die Gottfried Krueger Brewing Company Dosenbier an. Verwendet wurden übliche Konservendosen, denen ein Öffner beilag, mit dem sich eine dreieckige Öffnung in den Deckel stoßen ließ. Nach einer Testphase wurden Krueger-Dosenbiere auch überregional angeboten, und bis 1935 konnte die Brauerei ihren Umsatz um über 500 Prozent steigern. Im gleichen Jahr entwickelte die damals größte US-amerikanische Brauerei Schlitz eine flaschenähnliche Getränkedose mit konischem Deckel und einer durch einen Kronkorken verschlossenen Öffnung, die sogenannte Cone Top Can.
In dieser Form wurde die Getränkedose 1937 von Schmalbach-Lubeca (heute Ball Packaging Europe) in Deutschland angeboten, fand aber zunächst wenig Verbreitung, da schon bald Metalle bevorzugt der Rüstungsindustrie zugeführt wurden. Nach Ende des Zweiten Weltkrieges nahm Schmalbach-Lubeca 1951 die Produktion in Deutschland wieder auf, diesmal mit einfacheren Dosen aus drei Teilen (Boden, Korpus und Deckel), die auf den Kronkorken verzichteten. Sie wurden zunächst aus Schwarzblech hergestellt. Die ersten (Test-)Dosen mit Softdrinks wurden 1936 in den USA produziert und enthielten Coca-Cola. In Deutschland wurde Coca-Cola erstmals 1963 in Dosen abgefüllt, 1965 folgten auch Fanta Orange (Limonade mit Orangensaft) und Fanta Zitrone (Limonade mit Zitrusauszügen).
Die ersten Getränkedosen aus Aluminium kamen 1958 in den Handel. Bei ihnen bestanden Korpus und Boden aus einem Stück, wodurch sich zusätzlich das Auffalzen eines separaten Bodens erübrigte. Sie waren zunächst fließgepresst; ab 1966 kamen tiefgezogene Aluminiumdosen auf den Markt.
Im Laufe der Weiterentwicklung der Getränkedose wurde ihr Gewicht durch Material- und Fertigungsoptimierungen stetig reduziert. Wog eine Getränkedose mit 0,33 Liter Inhalt in den 1930er Jahren etwa 100 Gramm und in den 1950er Jahren noch über 80 Gramm, so weist eine moderne Aluminium-Dose mit nun 0,5 Liter Inhalt nur noch ein Gewicht von etwa 16 Gramm auf, was rund der Hälfte des Gewichts ihres Weißblechpendants entspricht. Ein einziges Gramm weniger Gewicht der Dose spart bei einem gesamten europäischen Marktvolumen von rund 54 Milliarden Stück ca. 54.000 Tonnen Metall pro Jahr. Technisch möglich soll die Herstellung von Getränkedosen mit einer Wandstärke von lediglich 97 Mikrometern sein. Der weltweit größte Hersteller von Getränkedosen ist die Firma Rexam.
Seit 1962 gab es Getränkedosen auch mit Trinköffnungen, die ohne Werkzeuge zu öffnen waren – ein Metallstreifen, Lift-Tab genannt, ließ sich direkt mit der Hand von der Trinköffnung abreißen. Er wurde vom von Ermal Fraze erfundenen Ring-Pull-System (das er 1963 hatte patentieren lassen) abgelöst, bei dem ein durch eine Ritzlinie markierter ovaler Bereich des Deckels mit einer angenieteten metallenen Lasche, später in Form eines Rings, herausgerissen werden konnte. Heutige Getränkedosen haben in der Regel den 1974 von Dan Cudzik erfundenen Stay-On-Tab, bei dem dieser Bereich nicht herausgerissen, sondern ins Innere der Dose gedrückt wird. Erstmals eingesetzt wurde der Stay-On-Tab von der Falls City Brewing Company aus Louisville, Kentucky. In Österreich fand er vor allem ab den 1990er Jahren große Verbreitung. Darüber hinaus gab es Mitte der 1990er Jahre Getränkedosen mit einem weiteren Trinköffnungssystem: Zwei kleine Metall-„Knöpfe“ mussten in die Dose gedrückt werden. Zuerst der kleinere, welcher als Lufteinlass diente, danach der größere als Trinköffnung.
2007 wurde in Deutschland in einer Testphase erstmals eine von Ball Packaging Europe entwickelte Getränkedose mit dem wiederverschließbaren Deckel Ball Resealable End (BRE) angeboten. Der Kunststoffverschluss muss zum Öffnen gegen den Uhrzeigersinn und zum Verschließen im Uhrzeigersinn gedreht werden. Dieser Deckel aus Kunststoff und Aluminium geht auf eine Patentanmeldung von Antonio Perra zurück. Mit dem von Coca-Cola produzierten Energydrink Relentless gingen 2009 in Deutschland erstmals Dosen mit diesem Deckel in Serienproduktion. Die wiederverschließbare Getränkedose ist in äußerer Form, Größe und Stapelbarkeit der „Halbliterdose“ gleich, hat aber einen dieser gegenüber reduzierten Inhalt von nur 485 ml. Seit Anfang 2012 ist eine Weiterentwicklung des wiederverschließbaren Deckels (der „BRE+“) auf dem Markt, mit dem es nun auch möglich ist, Getränke zu pasteurisieren, wie es beispielsweise bei den fruchtsafthaltigen Relentless-Sorten Devotion und Immortus notwendig ist. Seit 2013 verzichtet Coca-Cola jedoch aus „unternehmensstrategischen Gründen“ auf den Einsatz des wiederverschließbaren Deckels bei Relentless.
Mit thermochromen (temperaturabhängigen) Druckfarben erhalten Dosendekore Infotainment-Charakter. Je nach Temperatur ändert sich das Dekor. Diese temperaturabhängige Wechselwirkung wird durch die Beimischung spezieller Farbpigmente in den Druckfarben erzielt. 2010 brachte die Molson Coors Brewing Company (MCBC) in Großbritannien das erste in thermochromen Getränkedosen der Ball Packaging Europe abgefüllte Produkt auf den Markt.
Auch die sich selbst kühlende Getränkedose wurde bereits erfunden. Obwohl bereits beim Öffnen jedes unter Druck stehenden Behälters, also auch einer kohlensäurehaltigen Getränkedose (nach dem Gesetz von Gay-Lussac) eine geringe Abkühlung erfolgt, kann durch eine spiralförmige Gaskartusche, die sich beim Öffnen entspannt, eine spezielle Getränkedose auch um 15 bis 20 Grad Celsius abgekühlt werden, sodass eine Vorkühlung im Kühlschrank nicht mehr nötig ist.

## Maße und Abpackungen
Früher gab es Standardgrößen für Produkte des täglichen Bedarfs. Mit der Zeit wurden die Packungsgrößen für immer mehr Produkte dereguliert. Mit Umsetzung des EU-Beschlusses zur kompletten Freigabe der Packungsgrößen gibt es in Deutschland und Österreich seit 11. April 2009 nur noch für Wein, Schaumwein und Spirituosen Beschränkungen. So gibt es dort die Hauptmaße 330 und 500 ml, die althergebrachten Standardmaße mit 150, 200 und 250 ml für bestimmte Produktgruppen (Kaffeespezialitäten, Prosecco, Energy-Drinks) und Anwendungen (beispielsweise Flugzeug) und die neueren, kreativeren und eventuell logistikunterstützenden Maße.
Die verbreiteten 330- und 500-ml-Getränkedosen haben einen Durchmesser von 67 mm. Die Höhe der 330-ml-Variante beträgt 115 mm, die der 500-ml-Variante 168 mm. Die wiederverschließbaren 485-ml-Getränkedosen haben die gleichen Außenmaße wie die 500-ml-Getränkedosen.
Vor allem für Energydrinks setzte Red Bull seit 1987 mit 250 ml einen Standard. Auch für speziellere Getränke wie Mangosaft wird diese Größe verwendet. Sie sind schmaler und höher, haben einen Durchmesser von 53 mm und eine Höhe von 135 mm. Red Bull gibt es in denselben Proportionen seit 2007 auch in 355 ml und seit 2009 in 473 ml (63 mm × 180 mm).
Seit 2006 wird in Deutschland und der Schweiz, hauptsächlich von Coca-Cola, vermehrt die sogenannte 330-ml-Sleek Can angeboten. Sie ist schmaler und höher als die klassische 330-ml-Dose, hat einen Durchmesser von 58 mm und eine Höhe von 146 mm.
Andere weltweit verbreitete Größen sind 150 ml (z. B. in einigen Linienflugzeugen), 250 ml, 355 ml (entspricht 12 Unzen; reguläre Größe z. B. in den USA), 440 ml (u. a. Bier in Großbritannien und Irland) und 470 ml (z. B. Guinness), 340 ml im südlichen Afrika. Es gibt noch weitere Größen, die jedoch nur selten Verwendung finden.
Getränkedosen sind im Handel meist als Einzelgebinde erhältlich und werden im offenen oder folierten Papp-Tray zu Einheiten von je 24 oder seltener 18 Stück ausgeliefert. Oftmals sind sie auch in Multipacks mit verschiedenen Stückabpackungen erhältlich. Beim Sechserträger sind die Dosen zweireihig zu je drei Dosen angeordnet. Es gab und gibt aber auch Dreier- (1×3 Dosen), Vierer- (2×2), Achter- (2×4) und Zwölfer-Packs (3×4). Bestanden die Multipacks früher noch aus Pappe, so wird heute aus Kostengründen zunehmend Folie verwendet. Multipacks werden oft mit einem Preisvorteil gegenüber dem Einzelkauf angeboten um so einen höheren Abverkauf zu fördern. Teilweise werden auch Sechser-Packs um zwei weitere Dosen erweitert und als 6+2 Gratis-Achter-Packs angeboten. Hierbei bezahlt der Kunde den Preis von sechs Dosen und das Einwegpfand von acht Dosen.
Anzahl von Getränkedosen auf einer Europalette am Beispiel der 330-ml-Sleek-Dose:
- Dosen pro Tray: 24
- Trays pro Lage: 11
- Lagen pro Palette: 9
- Trays pro Palette: 99
- Dosen pro Palette: 2376
- Maße in cm L×B×H: 119,8 × 83,5 × 147,6

## Marktentwicklung

### Deutschland
Die Absatzzahlen lagen in Deutschland vor der Einführung der Pfandpflicht vor 2003 über acht Mrd. Stück. Sie gingen infolge der Pfandpflicht auf deutlich unter eine Mrd. Dosen zurück. In jüngster Zeit nehmen Lebensmitteleinzelhändler wieder verstärkt Getränkedosen in ihr Sortiment auf. Ende Mai 2010 kündigten zunächst Penny-Markt und Netto Marken-Discount die Rückkehr zur Dose an und Anfang Juni 2013 folgte auch Norma, nachdem diese erst die Marktentwicklung abgewartet hatten. Für die Discounter vereinfachen Dosen auch die Logistik: Sie sind leichter, besser stapelbar und raumeffizienter als Glas- und PET-Flaschen sowie stabil und kompakt.
In Deutschland wurden 2011 erstmals seit der Pfandeinführung wieder über eine Milliarde Dosen verkauft. 2014 erreichte der Absatz rund 1,8 Milliarden. 2016 steigerte sich der Absatz in Deutschland weiter auf 2,5 Milliarden Stück. 2019 lag er bei 3,9 Milliarden.

### Schweiz
Erstmals wurde 2013 mehr als ein Drittel allen Bieres in Getränkedosen verkauft. Auf 33,4 % beziffert der Brauereiverband den Anteil in seiner Statistik. Noch 2004 waren es 16,4 %. Die Zunahme geht zulasten der Mehrwegflaschen und des in Gaststätten verkauften Fassbiers.